# Missionswissenschaftliche Abhandlungen und Texte
Missionswissenschaftliche Abhandlungen und Texte waren eine katholische missionswissenschaftliche Buchreihe, die von dem katholischen Theologen Joseph Schmidlin (1876–1944) herausgegeben wurde, der als Begründer der katholischen Missionswissenschaft gilt. Sie erschien in Münster/Westf. im Verlag Aschendorff.
Die Universität Münster hatte den ersten Lehrstuhl für katholische Missionswissenschaft erhalten. Die Katholische Missionslehre im Grundriss (Münster/Westf. 1919) von Joseph Schmidlin, die zwei Jahre nach seiner Einführung in die Missionswissenschaft (1917, Band 1) erschien, war über Jahrzehnte hinweg das Standardwerk der katholischen Missionswissenschaft. 
Die Reihe erschien von 1917 bis 1978 und brachte es auf 33 Bände.

## Bände
- 1 Einführung in die Missionswissenschaft. Schmidlin, Joseph. 1917
- 2 Die erste Mission unter den Bantustämmen Ostafrikas. Kilger, Laurenz. 1917
- 3 Die Heidenmission nach der Lehre des Hl. Augustinus. Walter, Gonsalvus. 1921
- 4 Ursprung und Anfangstätigkeit des ersten päpstlichen Missionsinstituts. Hoffmann, Karl. 1923
- 5 Katholische Missionskunde im Grundriss. Freitag, Anton. 1926
- 6 Robert de Nobili S. J. Dahmen, Peter. 1924
- 7 Die Stellung der Heiden zu Natur und Übernatur nach dem Hl. Thomas von Aquin. Ohm, Thomas. 1927
- 8 Die Akkommodation im Katholischen Heidenapostolat. Thauren, Johannes. 1927
- 9 Die Wiedereröffnung der Franziskanermission in China in der Neuzeit. Maas, Otto. 1926
- 10 Die Anfänge der neueren Dominikanermission in China. Biermann, Benno. 1927
- 11 Die Teilnahme der Frauenwelt am Missionswerk. Kasbauer, Sixta. 1928
- 12 Geschichte der Franziskanermissionen. Lemmens, Leonhard. 1929
- 13 Das gegenwärtige Heidenapostolat im fernen Osten. Schmidlin, Joseph. 1929 (1. Halbband)
- 14 Das gegenwärtige Heidenapostolat im fernen Osten. Schmidlin, Joseph. 1929 (2. Halbband)
- 15 Die Gefahr der Erstickung für die katholische Weltmission. Tellkamp, August. 1950
- 16 Die Anfänge der Mission von Miyako. Laures, Johannes. 1951
- 17 Die Mitarbeit der einheimischen Laien am Apostolat in den Missionen der Weissen Väter. Rauscher, Fridolin. 1953
- 18 Takayama Ukon und die Anfänge der Kirche in Japan. Laures, Johannes. 1954
- 19 Die russisch-orthodoxe Heidenmission seit Peter dem Grossen. Glazik, Josef. 1954
- 20 Historia do Malavar (Hs.Goa 58 des Arch. Rom. S.I.). Gonçalves, Diogo. 1955
- 21 Die katholische Chinamission im Spiegel der rotchinesischen Presse. Schütte, Johannes. 1957
- 22 Statuta pro missionibus recentiora inter se ac praesertim cum iure ecclesiastico communi comparata. Marck, Wilhelm H. van der. 1958
- 23 Die Islammission der Russisch-orthodoxen Kirche. Glazik, Josef. 1959
- 24 Laien im Dienst der Seelsorge während der Türkenherrschaft in Ungarn. Juhász, Kálmán. 1960
- 25 Ex contemplatione loqui. Ohm, Thomas. 1961
- 26 50 Jahre katholische Missionswissenschaft in Münster. 1961
- 27 Native Marriages in South Africa according to law and custom. Reuter, Amand. 1963
- 28 L'Euchologe de la mission de Chine. Brunner, Paul G. 1964
- 29 De potestate ordinaria et delegata superioris religiosi in missione. Kloosterman, Alphonsus M. J. 1964
- 30 Die missionarische Erschliessung Ozeaniens. Jaspers, Reiner. 1972
- 31 Missionarische Anpassung als theologisches Prinzip. Müller, Josef. 1973
- 32 Mission, nichtchristliche Religionen, weltliche Welt. Evers, Georg. 1974
- 33 Kilian Stumpf. Reil, Sebald. 1978